# 清滝河根
清滝 河根（きよたき の かわね）は、平安時代初期の貴族。姓は朝臣。官位は従五位上・大和守。

## 出自
忍壁親王の後裔で、延暦18年（799年）に清滝朝臣姓を与えられ臣籍降下した上野王の近親か。

## 経歴
承和3年（836年）従五位下に叙爵。承和7年（840年）宮内少輔に任ぜられると、民部少輔・少納言と仁明朝半ばにかけて京官を歴任する。承和9年（842年）嵯峨上皇が崩御した際には五衛府の兵を率いて兵庫（武器庫）を守備している。承和10年（843年）に発生した文室宮田麻呂の謀反未遂事件においては、左中弁・良岑木蓮と右中弁・伴成益と共に宮田麻呂の所有する平安京と難波の屋敷を捜索し武器を発見している（宮田麻呂は伊豆国へ流された）。承和11年（844年）従五位上に昇叙された。
承和12年（845年）に近江介に転じると、嘉祥元年（848年）大和権守、嘉祥2年（849年）大和守と仁明朝末にかけては一転して地方官を務めている。

## 官歴
『続日本後紀』による。
- 時期不詳：正六位上
- 承和3年（836年） 正月7日：従五位下
- 承和7年（840年） 6月10日：宮内少輔
- 承和8年（841年） 5月1日：民部少輔
- 承和9年（842年） 7月15日：見少納言
- 承和11年（844年） 正月7日：従五位上
- 承和12年（845年） 2月27日：近江介
- 嘉祥元年（848年） 8月26日：大和権守
- 嘉祥2年（849年） 7月1日：大和守